# 艾塞訥茨阿爾卑斯山脈

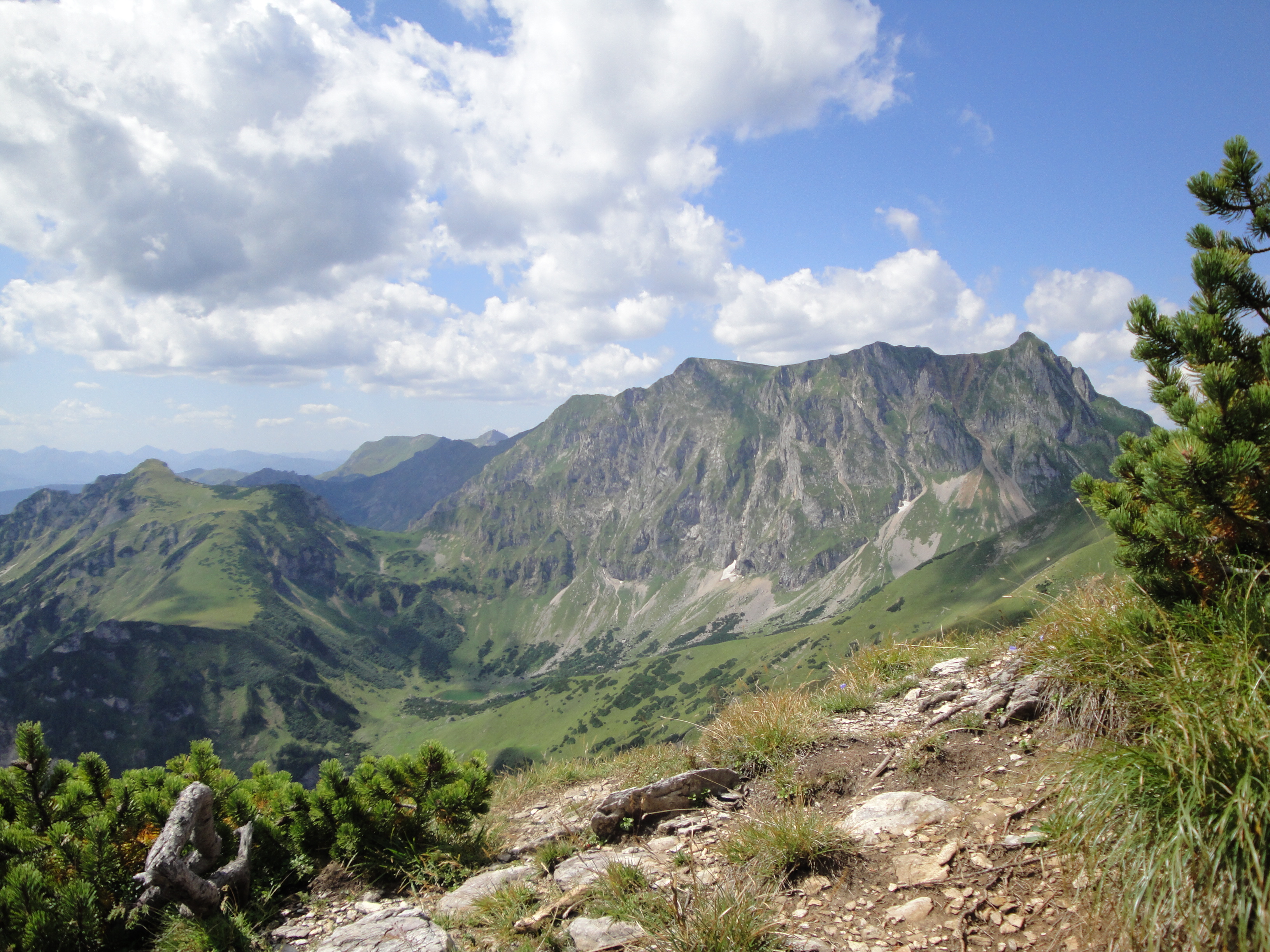

47°30′10″N 14°56′03″E / 47.502728°N 14.934292°E
艾塞訥茨阿爾卑斯山脈（德語：Eisenerzer Alpen），是奧地利的山脈，位於該國東南部，由施泰爾馬克州負責管轄，屬於恩斯塔爾阿爾卑斯山脈的一部分，最高點格塞克山海拔高度2,214米，每年平均降雨量1,632毫米。